# 發電廠站 (大環線)
發電廠站（羅馬化：Elektrozavodskaya）是莫斯科地鐵大環線的一個的車站，2020年12月31日啟用。此站將作為與阿爾巴特－波克羅夫卡線發電廠站的轉乘站。
興建期間，此站的計劃名稱是發電廠站，2015年6月改名為魯布措沃站。此名來自亞烏扎河的魯布措沃河岸，2019年11月又改回原名。